# 도지마촌 (후쿠시마현 가와누마군)
도지마촌(堂島村)은 후쿠시마현 가와누마군에 있던 촌이다.

## 역사
- 1889년 4월 1일 - 정촌제 시행에 의해 고리야마촌, 다이타촌, 다니자와촌, 오카다촌, 오타하라촌, 히로노촌, 구마노도촌, 후쿠시마촌의 구역을 가지고 성립하였다.
- 1957년 4월 1일 - 닛파시촌과 합병해 가와히가시촌이 성립하여, 동일 도지마촌은 폐지되었다.
- 1978년 4월 1일  - 가와히가시촌이 정으로 승격해 가와히가시정이 되었다.
- 2005년 11월 1일 - 가와히가시정이 아이즈와카마쓰시에 편입되었다.

## 교통

### 철도
- 일본국유철도 반에쓰사이선

### 도로
- 국도 121호선 (요네자와 가도)

## 참고문헌
- 角川日本地名大辞典 7 福島県